# 三田村環
三田村 環（みたむら たまき、1927年（昭和2年）2月4日 - ）は、日本のきもの研究家、茶道家、華道家、書道家。表千家不審庵教授、草月流常任総務、日本教育書道藝術院同人、環流和装塾主宰。東京都中央区京橋出身。

## 経歴
- 1948年（昭和23年） - スタイル社入社。北原武夫・宇野千代の秘書、『きもの読本』記者となる。
- 1955年（昭和30年） - きものに関するフリーライターとなる。
- 1958年（昭和33年）-1988年（昭和63年） - 西武百貨店商品開発室で呉服商品開発。
- 1964年（昭和39年） - 当時の皇太子妃美智子（現上皇后）の下命により、訪問着制作。
- 現在　-　フリー。[1]

## 著作物

### 著書
- 1989年（平成元年） - 『美しい着付と帯結び—TPOに合わせた正しい着付のすべて (2色刷ビジュアルシリーズ) 』 日本文芸社　ISBN 4-537-01435-0
- 1999年（平成11年） - 『茶席のきものとマナー（おしゃれなきもの教室）』 世界文化社　ISBN 4-418-99405-X

### 監修
- 1994年（平成6年） - 『茶席のきもの（保存版　きものに強くなる　家庭画報特選）』世界文化社　ISBN 978-4-418-94144-5